# Yūzō Kayama
Yūzō Kayama (加山 雄三, Kayama Yūzō) est un acteur et musicien de rock japonais, né à Yokohama (préfecture de Kanagawa, Japon) le 11 avril 1937.

## Biographie
Au cinéma, même s'il a participé depuis 1972 à quelques films (son dernier à ce jour, un court métrage, est sorti en 2005), c'est de loin jusqu'en 1971 qu'il a le plus joué, enchaînant les tournages à partir de 1960. Il a collaboré notamment à deux reprises avec le réalisateur Akira Kurosawa, en 1962 et 1965 (la seconde fois, comme interprète d'un jeune médecin, l'un de ses rôles les mieux connus, aux côtés de Toshirō Mifune, dans Barberousse).
Sinon, depuis les années 1960, il se consacre à la surf music (dérivée du rock), comme guitariste et chanteur, influencé à ses débuts par le groupe américain The Ventures.
Il est le cousin du compositeur et musicien Osamu Kitajima.

## Filmographie partielle

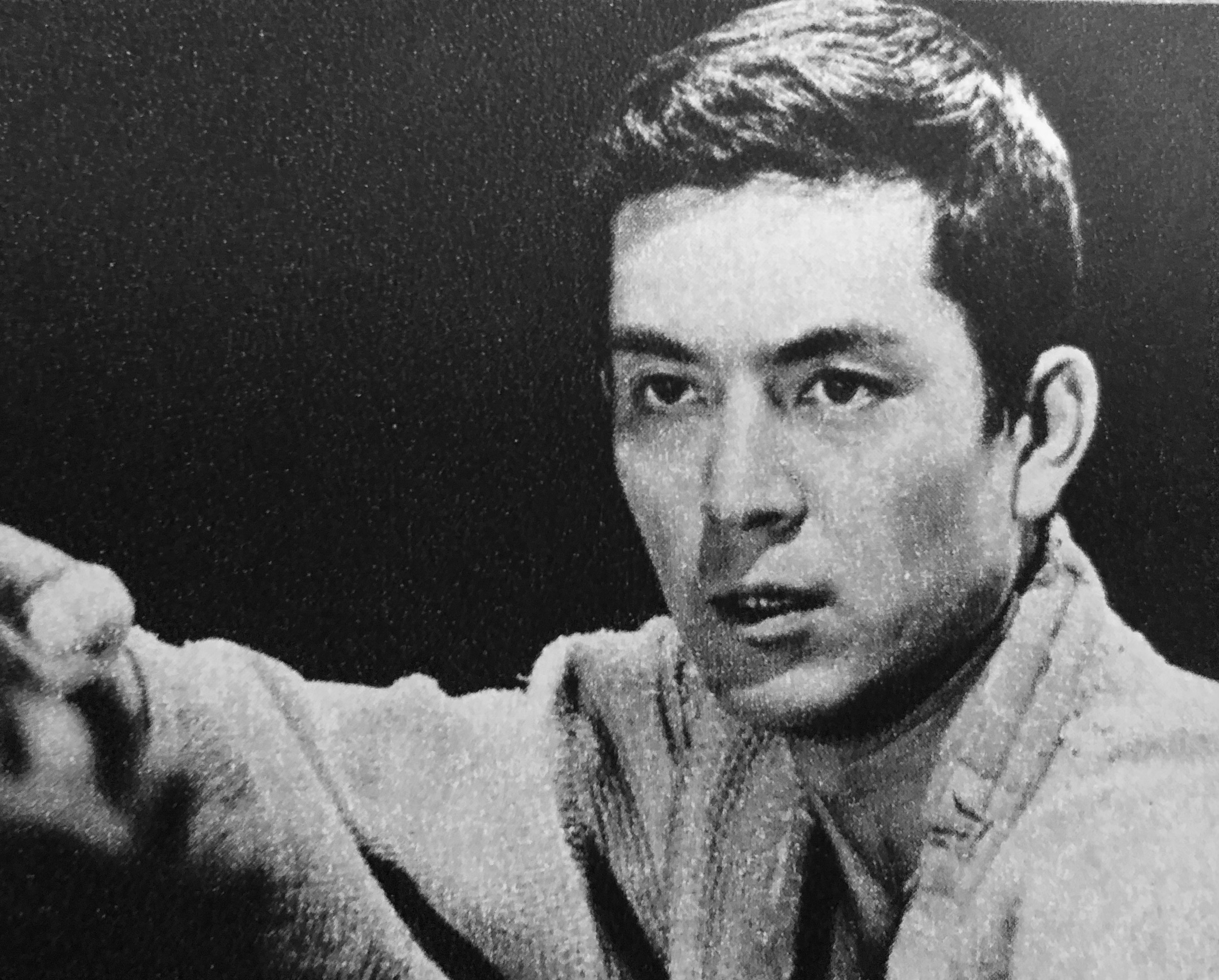
Yūzō Kayama dans Sanshiro Sugata (1965).

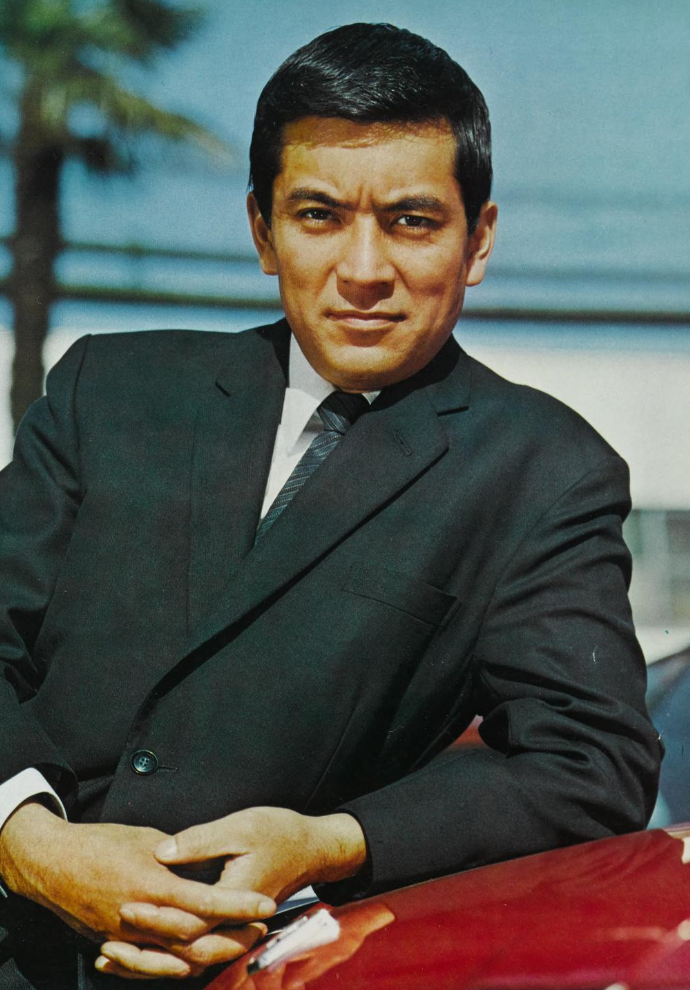
Yūzō Kayama en 1967.

- 1960 : Otoko tai otoko (男対男) de Senkichi Taniguchi
- 1960 : La Bande des têtes brûlées fait route vers l'ouest (独立愚連隊西へ, Dokuritsu gurentai nishi-e) de Kihachi Okamoto
- 1961 : Ankokugai no dankon (暗黒街の弾痕) de Kihachi Okamoto
- 1961 : Na mo naku mazushiku utsukushiku (名もなく貧しく美しく) de Zenzo Matsuyama
- 1961 : Ginza no koibitotachi (銀座の恋人たち) de Yasuki Chiba
- 1961 : Higashi kara kita otoko (東から来た男) d'Umetsugu Inoue
- 1961 : Kaogaku akatsukini shisu (顔役暁に死す) de Kihachi Okamoto
- 1961 : Daigaku no wakadaishō (大学の若大将) de Toshio Sugie
- 1961 : Kurenai no umi (紅の海) de Senkichi Taniguchi
- 1961 : Futari no musuko (二人の息子) de Yasuki Chiba
- 1962 : Sanjuro (椿三十郎, Tsubaki Sanjūrō) d'Akira Kurosawa
- 1962 : Hakone-yama (箱根山) de Yūzō Kawashima
- 1962 : Ginza no wakadaishō (銀座の若大将) de Toshio Sugie
- 1962 : Kurenai no sora (紅の空) de Senkichi Taniguchi
- 1962 : Rats d'égout en uniforme (どぶ鼠作戦, Dobunezumi sakusen?) de Kihachi Okamoto
- 1962 : Nihon ichi no wakadaishō (日本一の若大将) de Jun Fukuda
- 1962 : Les 47 Rōnin (忠臣蔵 花の巻 雪の巻, Chūshingura: Hana no maki, yuki no maki?) de Hiroshi Inagaki
- 1962 : Kawano hotoride (河のほとりで) de Yasuki Chiba
- 1963 : Les Ailes du Pacifique (太平洋の翼, Taiheiyo no tsubasa?) de Shūe Matsubayashi
- 1963 : Du rififi chez les samouraïs (戦国野郎, Sengoku yarō?) de Kihachi Okamoto
- 1963 : Chintao yosai bakugeki meir ei (青島要塞爆撃命令) de Kengo Furusawa
- 1963 : Honolulu - Tokyo - Hong Kong ('ホノルル・東京・香港, Xiang Gang Dong Jing Xia Wei Yi) de Yasuki Chiba (coproduction Japon / Hong Kong)
- 1963 : Hawai no wakadaishō (ハワイの若大将) de Jun Fukuda
- 1963 : Taiyō wa yondeiru (ハワイの若大将) d'Eizo Sugawa
- 1964 : Tourments (乱れる, Midareru) de Mikio Naruse
- 1965 : Barberousse (赤ひげ, Akahige) d'Akira Kurosawa
- 1965 : Sanshiro Sugata (姿三四郎, Sugata Sanshiro) de Seiichiro Uchikawa
- 1965 : Umi no wakadaishō (海の若大将) de Kengo Furusawa
- 1965 : Senjo ni nagaseru uta (戦場にながれる歌) de Zenzo Matsuyama
- 1965 : Ereki no wakadaishō (エレキの若大将) de Katsumi Iwauchi
- 1966 : Le Sabre du mal (大菩薩峠, Dai-bosatsu tōge) de Kihachi Okamoto
- 1966 : Izuko e (何処へ) de Kōzō Saeki
- 1966 : Bangkok no yoru (バンコックの夜) de Yasuki Chiba
- 1966 : Arupusu no wakadaishō (アルプスの若大将) de Kengo Furusawa
- 1966 : Zero faita dai kūsen (ゼロ・ファイター 大空戦) de Shirō Moritani
- 1966 : Oyome ni Oide (お嫁においで) d'Ishirō Honda
- 1967 : Retsu go ! Wakadaishō (レッツゴー！若大将) de Katsumi Iwauchi
- 1967 : Zoku izuko e, Shirō (続・何処へ) de Shirō Moritani
- 1967 : Kureji ogon sakusen (クレージー黄金作戦) de Takashi Tsuboshima et Yoshinori Wada
- 1967 : Minami taiheiyo no wakadaishō (南太平洋の若大将) de Kengo Furusawa
- 1967 : Le Jour le plus long du Japon (日本のいちばん長い日) de Kihachi Okamoto
- 1967 : Nuages épars (乱れ雲, Midaregumo) de Mikio Naruse
- 1967 : Go ! Go ! Wakadaishō (ゴー！ゴー！若大将) de Katsumi Iwauki
- 1968 : Saraba Mosukuwa gurentai (さらばモスクワ愚連隊) de Hiromichi Horikawa
- 1968 : Rio no wakadaishō (リオの若大将) de Katsumi Iwauki
- 1968 : Rengo kantai shirei chōkan : Yamamoto Isoroku (連合艦隊指令長官 山本五十六) de Seiji Maruyama
- 1968 : Aniki no koi bito (兄貴の恋人) de Shirō Moritani
- 1968 : Wakamono yo chōsen seyo (若者よ挑戦せよ) de Yasuki Chiba
- 1968 : Sogeki (狙撃) de Hiromichi Horikawa
- 1969 : Furesshuman wakadaishō (フレッシュマン若大将) de Jun Fukuda
- 1969 : Futari no koibito (二人の恋人) de Shirō Moritani
- 1969 : Nyu jirando no wakadaishō (ニュージーランドの若大将) de Jun Fukuda
- 1969 : Nikonhai daikaisen (日本海大海戦) de Seiji Maruyama
- 1969 : Dankon (弾痕) de Shirō Moritani
- 1970 : Burabo ! Wakadaishō (ブラボー！若大将) de Katsumi Iwauchi
- 1970 : Ezo yakata no ketto (蝦夷館の決闘) de Kenzo Furusawa
- 1970 : Jaga wa hashitta (豹は走った) de Kiyoshi Nishimura
- 1970 : Gekido no showashi 'Gunbatsu' (激動の昭和史　軍閥) de Hiromichi Horikawa
- 1970 : Ore no sora da ze ! Wakadaishō (俺の空だぜ！若大将) de Shusei Kotani
- 1971 : Wakadaishō tai Aodaishō (若大将対青大将) de Katsumi Iwauchi
- 1971 : Deka monogatori (刑事物語 兄弟の掟) de Shun Inagaki
- 1971 : La Bataille d'Okinawa (激動の昭和史 沖縄決戦, Gekido no showashi : Okinawa kessen) de Kihachi Okamoto
- 1974 : Esupai (エスパイ) de Jun Fukuda
- 1977 : Hakkodasan (八甲田山) de Shirō Moritani
- 1981 : Kaettekita wakadaishō (帰ってきた若大将) de Shusei Kotani
- 1984 : Zéro (零戦燃ゆ, Zerosen moyu) de Toshio Masuda
- 1995 : Jackie Chan sous pression (titre chinois : 霹雳火 - Pik lik feng ; titre japonais : デッドヒート ; titre anglais : Thunderbolt) de Gordon Chan (film de Hong Kong)
- 1999 : Messengers (メッセンジャー) de Yasuo Baba
- 2005 : Grand Odyssey (グランオデッセイ) de Sadayuki Murai (court métrage)

## Discographie

### Albums studio
- Kayama Yūzō no Subete 〜 The Launchers to Tomoni (5 janvier 1966)
- Koi wa Akai Bara - Kayama Yūzō Album -/Exciting Sounds of Kayama Yūzō and the Launchers (février 1966)
- Hawaii no Kyūjitsu/Holiday in Hawaii (15 juin 1966)
- Kayama Yūzō no Subete Dai Ni Shū (5 janvier 1967)
- Taiyō no Koi (5 juin 1967)
- Kayama Yūzō no Subete Dai San Shū (25 décembre 1967)
- Kimi no Tameni (10 septembre 1968)
- Ōzora no Kanata (5 août 1969)
- Sekai no Dokoka de (20 décembre 1969)
- Ai wa Itsumademo (5 octobre 1970)
- Kōya wo Motomete (5 avril 1971)
- Trip of David (25 juillet 1971) (album de reprises)
- Enka Nagashi Uta (5 juin 1972) (album de reprises)
- Umi, Sono Ai (20 mai 1976)
- Chiheisen no Kanata (5 novembre 1977)
- Kayama Yūzō Tōri (20 juin 1978)
- Aisuru Toki wa Ima (21 novembre 1980)
- For the Good Times (1er juin 1983)
- White Christmas (1er décembre 1983) (album de reprises)
- Eien no Natsu (1er juin 1985)
- Yesterday (31 mars 1986) (album de reprises)
- All by Myself (31 mars 1986) (album de reprises)
- Harukana Ashita e (21 novembre 1986)
- Shōnan ni Ai wo Komete (11 avril 1990)
- Chichi ni Sakageru Piano Concerto/Piano Concerto No. 1 D Minor k-213 （11 avril 1991) (sous le pseudonyme Dan Kohsaku)
- Sarai (26 décembre 1992)
- Tai Toru (5 juillet 1996) (crédité à Kayama Yuzo & Hyper Launchers)
- Life (4 juin 1997)
- Tai Toru 2 (Futatabi) (20 juillet 2001) (crédité à Kayama Yuzo & Hyper Launchers)
- Natural (20 juillet 2005) (album de reprises)
- Hoshi no Tabibito (25 juillet 2007)

### Albums live
- On Stage - Launchers to Tomoni - (5 décembre 1968)
- Kayama Yūzō in Bel-Ami 〜 Night-Club no Kayama Yūzō (20 décembre 1971, enregistré au Night Club Bel-Ami)
- Kayama Yūzō 1976 -Budokan Live- (26 décembre 1976)
- My Favorite Songs (5 décembre 1987)

### Bandes originales
- Return of the Champ〜『Kaettekita wakadaishō』 Original Soundtrack (21 février 1981)
- Tōhō Eiga Wakadaishō Graffiti (5 juillet 1981) (coffret)
- Kayama Yūzō Show (25 septembre 1988) (album regroupant les compositions réalisées pour l'émission du même titre sur NHK)
- Wakadaishō Tracks (21 août 1995)
- Wakadaishō Tracks Vol.2 (22 mai 2002)

### Compilations
- Golden Album - Anata to Tomoni (1er décembre 1967)
- Kayama Yūzō Koi, Yume, Umi, Jinsei, Beat, Taiyō (1er décembre 1969)
- Kayama Yūzō Deluxe (5 février 1972)
- Kayama Yūzō Zen Kyokushū (novembre 1974)
- Kayama Yūzō Best 40 (mai 1975)
- Eikō no Kayama Yūzō - Hot Action & Cool Feeling (février 1976)
- Eikō no Kayama Yūzō - Mood in South Pacific (février 1976)
- Kayama Yūzō Best 40 (21 octobre 1981) (album différent de celui de mai 1975)
- In Your Heart Vol.1 (20 avril 1985)
- Kayama Yūzō CD Best (1er mai 1985)
- In Your Heart Vol.2 (21 septembre 1985)
- Twin Best 30 (20 septembre 1986)
- Kayama Yūzō Story 1965〜1987 (5 juin 1987) (coffret)
- New Best Now 70 (25 mai 1988)
- Original Best 20 (25 juillet 1988)
- Original Best (1er août 1988)
- Black Sand Beach (1er juillet 1994)
- Kayama Yūzō - Tanimura Shinji〜SPECIAL EDITION (21 janvier 1995) (avec Shinji Tanimura)
- Greatest Hits (21 août 1995)
- Singles Collection〜Abbey Road Studios Masterings (4 août 2000)
- Kayama Yūzō Greatest Hits〜Abbey Road Studios Masterings (21 novembre 2001)
- 45th Anniversary Kayama Yūzō Gold 100 (13 avril 2005) (coffret)